# División de Honor de balonmano 1986-87
La División de Honor de balonmano 1986-87 fue la 29.ª edición de la máxima competición de balonmano de España. Se desarrolló en tres fases, la primera constaba de dos grupos de seis equipos que se enfrentaban en una liga, enfrentados todos contra todos a doble vuelta. La segunda fase constaba nuevamente de dos grupos de seis equipos. Los cuatro primeros del grupo A-1 se clasificaban para el grupo I de la fase final, donde se disputaba el título. Los dos últimos, junto con los dos primeros del grupo A-2 se clasificaban para la fase final en el grupo II, y los cuatro últimos disputaban el descenso en el grupo III de la fase final.

## Clasificación

### Primera fase

#### Grupo Par
| N. | Equipo              | PJ | PG | PE | PP | PTS |
| 1  | Cacaolat Granollers | 10 | 7  | 0  | 3  | 14  |
| 2  | Tecnisán            | 10 | 6  | 1  | 3  | 13  |
| 3  | Cajamadrid          | 10 | 6  | 1  | 3  | 13  |
| 4  | Atlético de Madrid  | 10 | 5  | 0  | 5  | 10  |
| 5  | Michelín            | 10 | 4  | 0  | 6  | 8   |
| 6  | Lagisa Naranco      | 10 | 1  | 0  | 9  | 2   |

#### Grupo impar
| N. | Equipo               | PJ | PG | PE | PP | PTS |
| 1  | F.C. Barcelona       | 10 | 9  | 0  | 1  | 18  |
| 2  | Teka                 | 10 | 6  | 1  | 3  | 13  |
| 3  | Elgorriaga Bidasoa   | 10 | 6  | 1  | 3  | 13  |
| 4  | Coronas Tres de Mayo | 10 | 5  | 0  | 5  | 10  |
| 5  | Biodramina Sant Fost | 10 | 3  | 0  | 7  | 6   |
| 6  | Alcosant Clubasa     | 10 | 0  | 0  | 10 | 0   |

### Segunda fase

#### Grupo A-1
| N. | Equipo              | PJ | PG | PE | PP | PTS |
| 1  | F.C. Barcelona      | 10 | 6  | 0  | 4  | 12  |
| 2  | Cajamadrid          | 10 | 5  | 1  | 4  | 11  |
| 3  | Elgorriaga Bidasoa  | 10 | 4  | 2  | 4  | 10  |
| 4  | Tecnisán            | 10 | 4  | 2  | 4  | 10  |
| 5  | Cacaolat Granollers | 10 | 3  | 3  | 4  | 9   |
| 6  | Teka                | 10 | 3  | 2  | 5  | 8   |

#### Grupo A-2
| N. | Equipo               | PJ | PG | PE | PP | PTS |
| 1  | Atlético de Madrid   | 10 | 9  | 0  | 1  | 18  |
| 2  | Michelín             | 10 | 7  | 1  | 2  | 15  |
| 3  | Coronas Tres de Mayo | 10 | 5  | 1  | 4  | 11  |
| 4  | Biodramina Sant Fost | 10 | 4  | 0  | 6  | 8   |
| 5  | Lagisa Naranco       | 10 | 4  | 0  | 6  | 8   |
| 6  | Alcosant Clubasa     | 10 | 0  | 0  | 10 | 0   |

### Fase final

#### Grupo I
| N. | Equipo             | PJ | PG | PE | PP | PTS |
| 1  | Elgorriaga Bidasoa | 9  | 5  | 2  | 2  | 12  |
| 2  | F.C. Barcelona     | 9  | 4  | 3  | 2  | 11  |
| 3  | Tecnisán           | 9  | 2  | 3  | 4  | 7   |
| 4  | Cajamadrid         | 9  | 2  | 2  | 5  | 6   |

#### Grupo II
| N. | Equipo              | PJ | PG | PE | PP | PTS |
| 1  | Atlético de Madrid  | 9  | 7  | 1  | 1  | 15  |
| 2  | Cacaolat Granollers | 9  | 5  | 1  | 3  | 11  |
| 3  | Teka                | 9  | 4  | 0  | 5  | 8   |
| 4  | Michelín            | 9  | 1  | 0  | 8  | 2   |

#### Grupo III
| N. | Equipo               | PJ | PG | PE | PP | PTS |
| 1  | Coronas Tres de Mayo | 9  | 5  | 3  | 1  | 13  |
| 2  | Lagisa Naranco       | 9  | 5  | 2  | 2  | 12  |
| 3  | Biodramina Sant Fost | 9  | 3  | 1  | 5  | 7   |
| 4  | Alcosant Clubasa     | 9  | 1  | 2  | 6  | 4   |